# Солотново
Соло́тново (рос. Солотново) — присілок у складі Нікольського району Вологодської області, Росія. Входить до складу Нікольського сільського поселення.

## Населення
Населення — 62 особи (2010; 78 у 2002).
Національний склад (станом на 2002 рік):
- росіяни — 100 %